# Вулиця Радехівська (Львів)
Вулиця Радехівська — вулиця у Шевченківському районі міста Львова, в місцевості Знесіння. Починається від вулиці Сушкевича, прямує вздовж залізничної колії та закінчується глухим кутом.
Вулиця виникла на початку 1930-х років під назвою вулиця Торова бічна. У 1963 році перейменована на вулицю Заставну. Сучасна назва — вулиця Радехівська походить від 1993 року, на згадку про місто Радехів, що на Львівщині.
Забудова вулиці Радехівської — одноповерховий конструктивізм 1930-х років, нові індивідуальні забудови. 